# Touffreville (Eure)
Touffreville è un comune francese di 325 abitanti situato nel dipartimento dell'Eure nella regione della Normandia.

## Società

### Evoluzione demografica
Abitanti censiti